# Sandrörsspindel
Sandrörsspindel (Achaearanea riparia) är en spindelart som först beskrevs av John Blackwall 1834.  I den svenska databasen Dyntaxa används istället namnet Cryptachaea riparia. Enligt Catalogue of Life ingår sandrörsspindel i släktet Achaearanea och familjen klotspindlar, men enligt Dyntaxa är tillhörigheten istället släktet Cryptachaea och familjen klotspindlar. Arten är reproducerande i Sverige. Inga underarter finns listade i Catalogue of Life.